# Гошен, Джайлс, 4-й виконт Гошен
Джайлс Джон Гарри Гошен, 4-й виконт Гошен (англ. Giles John Harry Goschen, 4th Viscount Goschen; родился 16 ноября 1965 года) — британский дворянин и консервативный политик.

## Биография
Родился 16 ноября 1965 года. Единственный сын Джона Гошена, 3-го виконта Гошена (1906—1977), и его второй жены Элвин Ингленд (? — 2017).
Он получил образование в школе Хизердаун, недалеко от Аскота в Беркшире, и в Итонском колледже.
22 марта 1977 года после смерти своего отца Джайлс Гошен в возрасте одиннадцати лет унаследовал титул 4-го виконта Гошена. После краткого пребывания в качестве городского биржевого маклера он провел время в Замбии со своей будущей женой Сарой Хорснэйл, чтобы работать в агентстве по охране природы, но вернулся в Великобританию.
Джайлс Гошен работал в кабинете министров под руководством Джона Мейджора в качестве лорда в ожидании в период с 1992 по 1994 год и заместителем министра транспорта с 1994 по 1997 год.
В 1999 году виконт Гошен был среди наследственных пэров-консерваторов, избранных, чтобы остаться в Палате лордов после принятия Закона о Палате лордов 1999 года, и был самым молодым депутатом, избранным любой партийной группой.
В 2010 году он жил в Сассексе с женой и детьми.
23 февраля 1991 года виконт Гошен женился на Саре Пенелопе Хорснэйл, дочери Алана Хорснэйла. У супругов двое детей:
- Достопочтенная Аннабел Гошен (р. 7 июля 1999)
- Достопочтенный Александр Джон Эдвард Гошен (р. 5 октября 2001).

## ссылки
- Hansard 1803—2005: contributions in Parliament by the Viscount Goschen Архивная копия от 1 ноября 2021 на Wayback Machine
- Giles John Harry Goschen, 4th Viscount Goschen Архивная копия от 13 марта 2022 на Wayback Machine